# Paul-Wunderlich-Haus

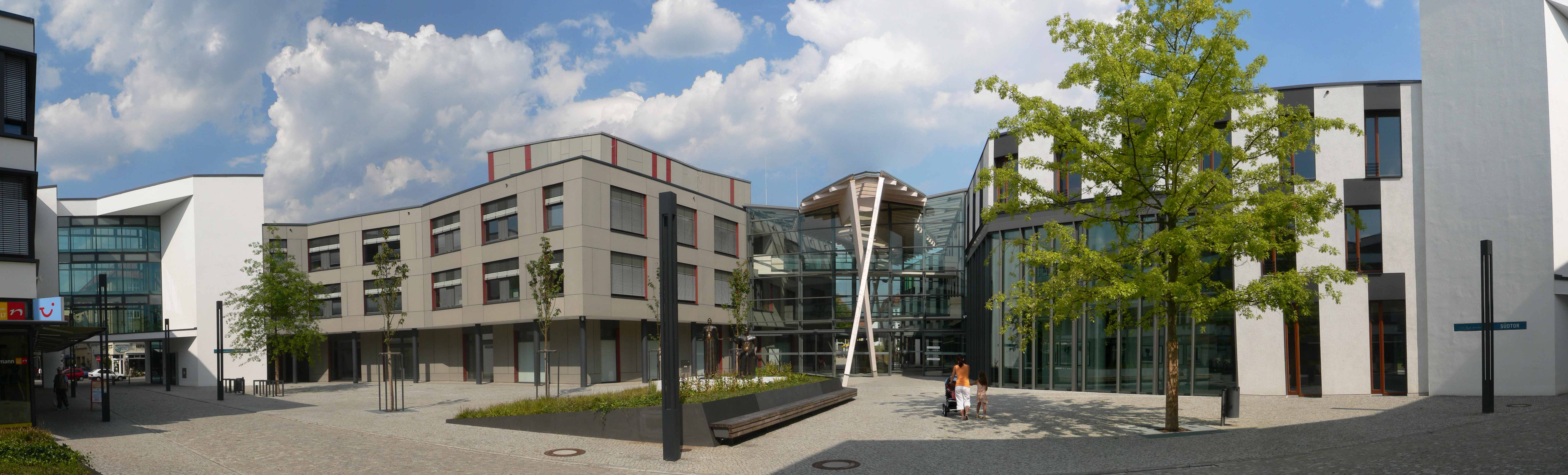
Panorama Innenhof

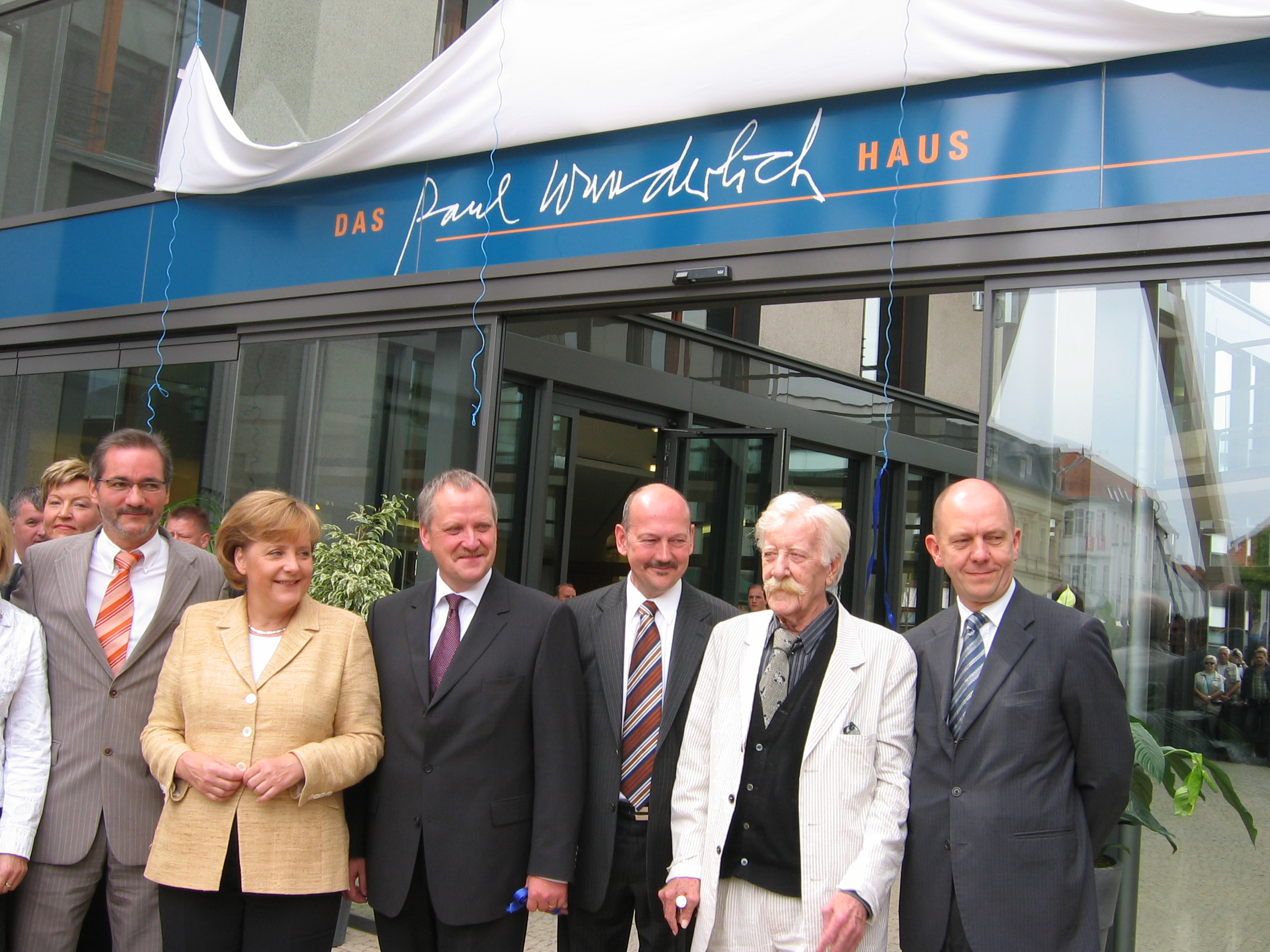
Eröffnung des Paul-Wunderlich-Hauses (2007)

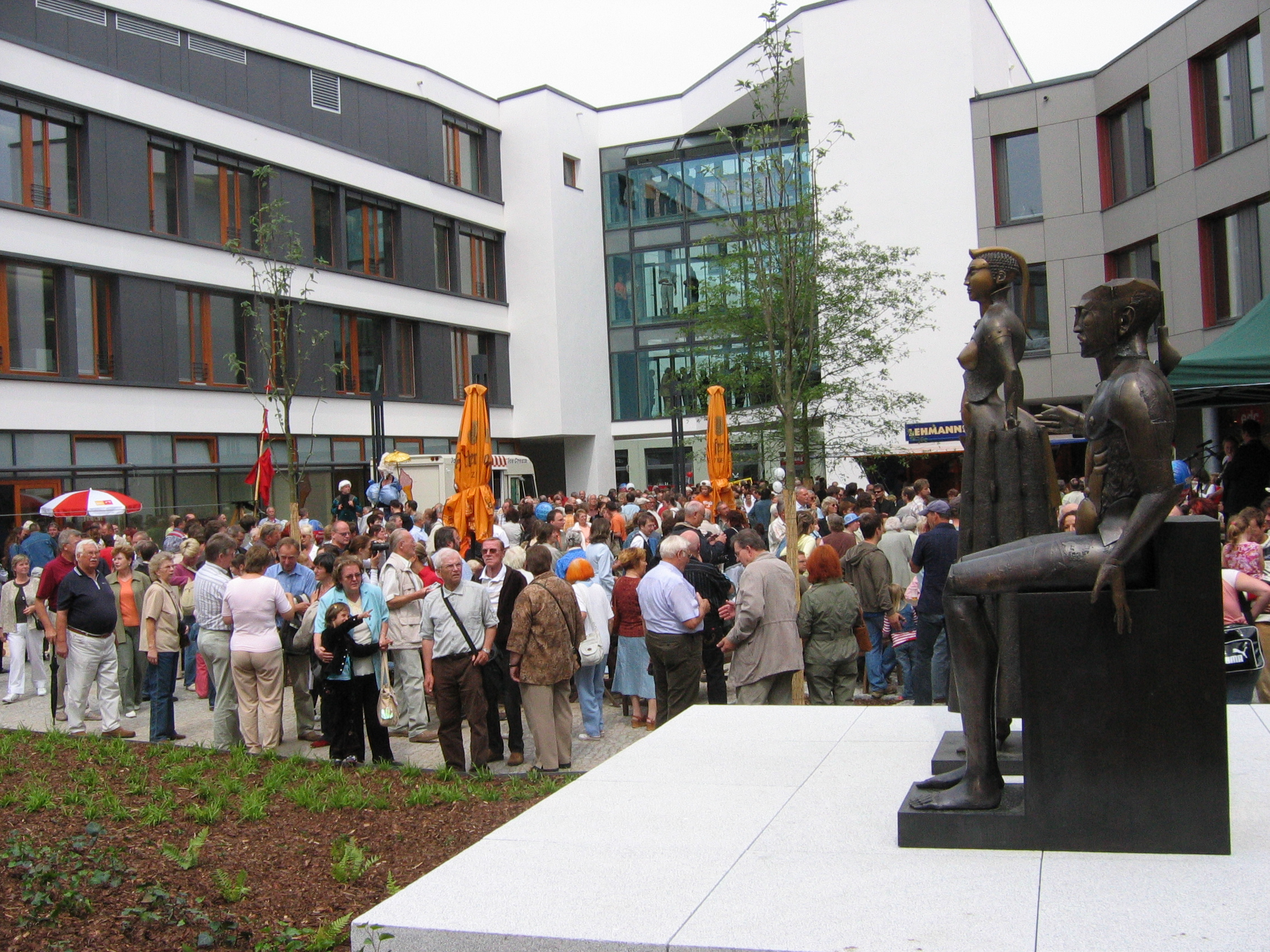
Skulpturen Tanzende Frau II und Sitzender Mann II von Paul Wunderlich am Tag der Eröffnung (rechts)

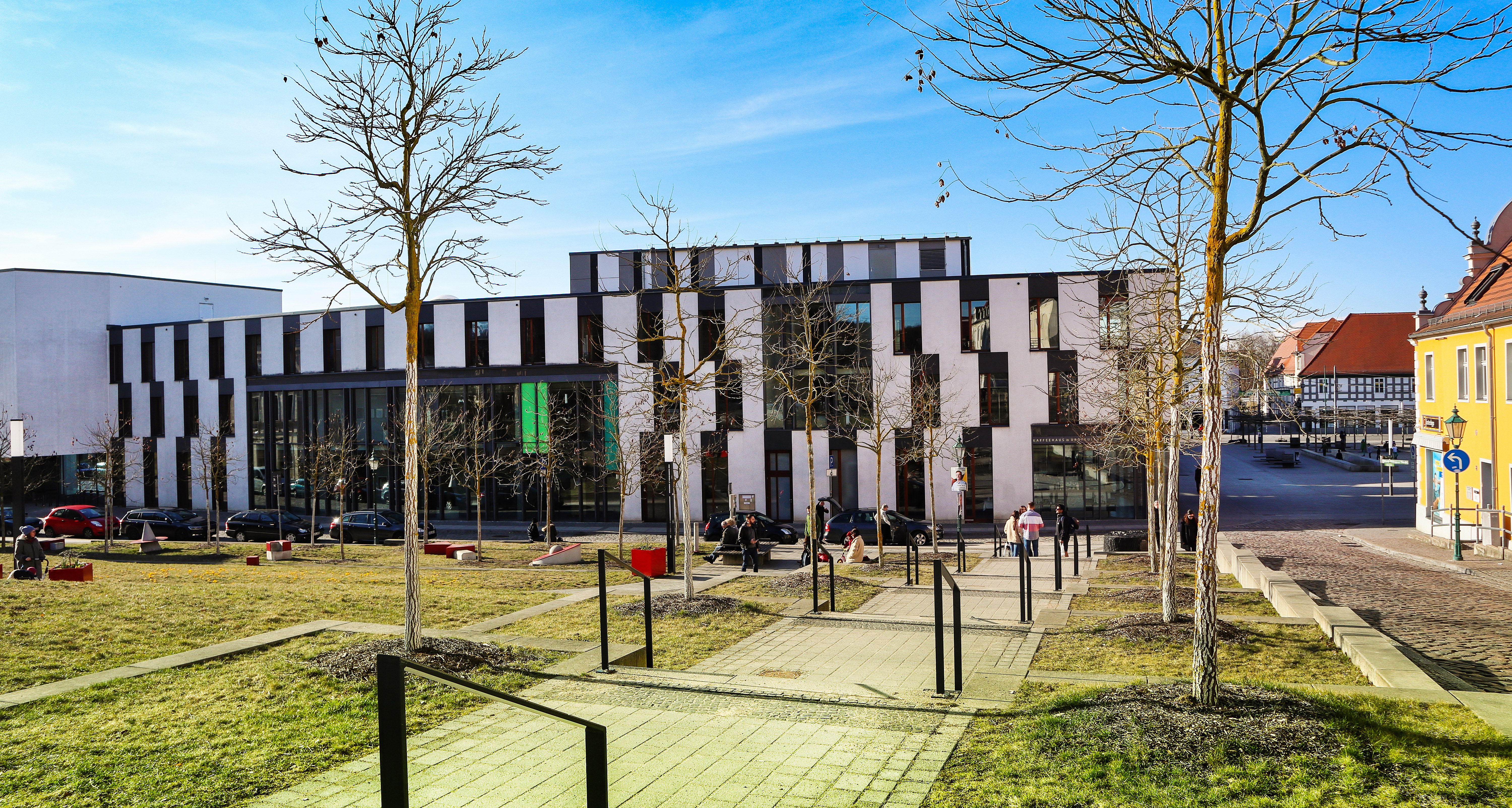
Kirchhang mit Blick auf das Paul-Wunderlich-Haus

Das Paul-Wunderlich-Haus ist das Dienstleistungs- und Verwaltungszentrum von Eberswalde in Brandenburg. Es beherbergt eine der weltweit größten Ausstellungen des Malers, Zeichners, Bildhauers und Grafikers Paul Wunderlich. Der Komplex wurde am 1. Juli 2007 von Bundeskanzlerin Angela Merkel offiziell eröffnet.

## Das Gebäude
Am Eberswalder Marktplatz entstand 2007 nach Plänen der GAP Gesellschaft für Architektur & Projektmanagement mbH in zweijähriger Bauzeit mit dem Paul-Wunderlich-Haus eines der modernsten ökologischen Verwaltungsgebäude Deutschlands. Es ist Sitz der Kreisverwaltung und des Landrates sowie Arbeitsplatz für rund 500 Mitarbeiter. Der Verwaltung stehen 19.000 Quadratmeter Bruttogeschossfläche zur Verfügung. Auf 2500 Quadratmeter Fläche sind Restaurants, Dienstleister und Geschäfte untergebracht.
Das so genannte Nullemissionshaus nutzt Erdwärme, besitzt eine Vakuumdämmung und bezieht die Begrünung des Innenhofes in das Lüftungskonzept ein. Eine interne Wetterstation misst Temperatur, Niederschlag und Windverhältnisse und sendet die entsprechenden Befehle an die Haustechnik. In Hitzeperioden öffnen sich Nachts automatisch einige Fenster und sorgen für Abkühlung.
Die für das Gebäude benötigte Wärme wird aus dem Untergrund in zehn Metern Tiefe gezogen. Als Leiter dienen 600 der 800 Gründungspfähle, die aus statischen Gründen in den Boden gebohrt wurden. Die Pfähle sind an Wärmepumpen angeschlossen. Während der kalten Jahreszeit wird das Bodenwasser mit einer Temperatur von konstant zehn Grad Celsius zum Heizen genutzt. Im Sommer wird das System umgekehrt und das Wasser zur Kühlung verwendet. Der Komplex benötigt nur etwa ein Drittel der sonst notwendigen Energie.
Das Paul-Wunderlich-Haus wurde am 9. Januar 2008 vom Energieunternehmen RWE Energy mit dem Preis „PROM des Jahres 2008“ als eines der drei energieeffizientesten Gewerbeimmobilien Deutschlands ausgezeichnet. Preisträger Thomas Winkelbauer von der GAP Gesellschaft für Architektur & Projektmanagement mbH belegte unter mehr als 50 Bewerbern den dritten Platz. Auf Platz eins kam Architekt Dietmar Riecks von der Banz + Riecks Architekten BDA mit der SOLVIS Nullemissionsfabrik in Braunschweig und auf Rang zwei Prof. Dr. Claus Kahlert von der ebök Planung & Entwicklung GmbH mit dem ebök-Bürogebäude in Tübingen. Projektpartner sind der Deutsche Verband für Wohnungswesen, Städtebau und Raumordnung, das Zentrum für Umweltbewusstes Bauen, das Fraunhofer-Institut für Bauphysik sowie die Technische Universität München. Die Auszeichnungen überreichte Schirmherr Umweltminister Sigmar Gabriel.

## Die Ausstellung

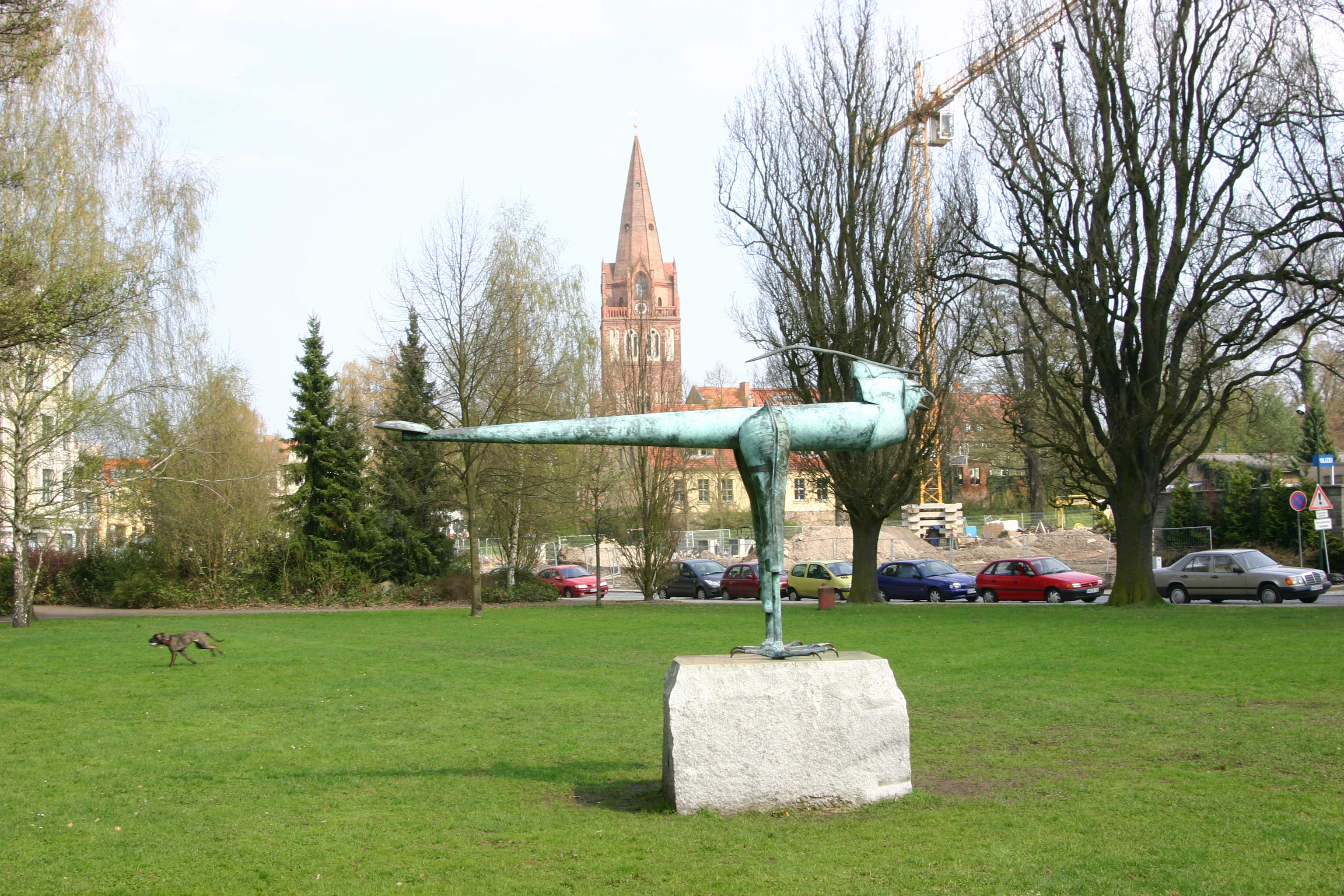
Vogel im Weidendamm Eberswalde

Im Hof des kleeblattartigen Gebäudeensembles sind zwei große Bronzeskulpturen von Paul Wunderlich zu sehen. Das Innere des Kreishauses beherbergt eine Dauerausstellung mit mehr als 300 Originalen des in Eberswalde geborenen Malers und Bildhauers und wird auf drei Stockwerken des Landratsamtes präsentiert. Zu sehen sind Bilder, Lithografien, filigrane Porzellanarbeiten, Schmuck und Möbelstücke. Die Gipsmodelle werden weltweit zum ersten Mal gezeigt. Ausstellungsbereiche sind unter anderem der Paul-Wunderlich-Schauraum im ersten Obergeschoss mit seiner komplett verglasten Front und das Paul-Wunderlich-Kabinett im zweiten Obergeschoss in der Kuppel des Plenarsaales.
Zur Sammlung gehört auch einer von nur fünf existierenden Grafikzyklen „Qui s'explique“. Diese 1960 erstmals der Öffentlichkeit vorgestellten Lithografien mit erotischen Motiven wurden damals wegen unsittlicher Darstellungen von der Hamburger Staatsanwaltschaft beschlagnahmt und der Künstler mit einem Bußgeld belegt. Die Rückgabe erfolgte 1985 durch die Staatsanwaltschaft.
Die Ausstellung möglich machte besonders Ernst Römer, der seine Sammlung mit Werken des Künstlers dem Paul-Wunderlich-Haus als Schenkung zur Verfügung stellte. Römer gründete am 14. November 2005 die Stiftung für das Paul-Wunderlich-Haus und legte damit
den Grundstein für die ständige Ausstellung. Ergänzt wird die Sammlung durch Leihgaben Wunderlichs.
Nicht weit vom Haus entfernt steht seit 1998 im Park am Weidendamm Paul Wunderlichs Bronze-Skulptur „Raubvogel“, ein Geschenk des in Hamburg lebenden Künstlers an seine Geburtsstadt Eberswalde.